# 김경옥 (정치인)
김경옥(金慶玉, 1930년~2024년 1월 11일)은 조선민주주의인민공화국의 정치인이다. 조선로동당 중앙위원회 위원이다.

## 경력
2008년 당 중앙위원회 제1부부장에 임명되어 대외적으로 알려지기 시작했으며, 2009년 4월 최고인민회의 제12기 대의원에 선임되었다.
2010년 9월, 인민군 대장에 오르면서 당 중앙군사위원회 위원과 조선로동당 중앙위원회 위원에 선임되었다. 2011년 조명록의 사망 당시, 국가장의위원회 위원을 맡았다.
김정은의 세습에 일조한 인물 중 하나이며, 2024년 1월 13일에 사망하였다.